# سعید پورصمیمی
سعید پورصمیمی (زادهٔ ۹ اسفند ۱۳۲۲) بازیگر اهل ایران است. او فارغ‌التحصیل رشتهٔ بازیگری و کارگردانی تئاتر از دانشکدهٔ هنرهای زیبای دانشگاه تهران است. او سه سیمرغ بلورین در رشتهٔ بهترین بازیگر نقش مکمل برای بازی در فیلم‌های ناخدا خورشید (۱۳۶۵)، تحفه‌ها (۱۳۶۶) و پرده آخر (۱۳۶۹) کسب کرده‌است. از او در دومین جشنواره کمدی گل‌آقا به عنوان پیشکسوت سینمای کمدی تقدیر به عمل آمد. او با کسب سه سیمرغ بلورین بهترین بازیگر نقش مکمل مرد جشنواره فیلم فجر، رکورددار دریافت جایزهٔ این بخش از جشنواره فیلم فجر است.

## زندگی
سعید پورصمیمی، کارش را با تئاتر آغاز کرد. شروع کار بازیگری او از سال ۱۳۴۰ با تشکیل گروه بازارگاه به همراه عباس یوسفیانی، پرویز پورحسینی، اسماعیل پورحسینی و پرویز فنی‌زاده بود. او با گذراندن دوره‌های بازیگری و کارگردانی دانشکده هنرهای زیبا و گرفتن مدرک کارشناسی تئاتر در رشت، کارمند اداره تئاتر شد. بعد از آن کارمند واحد نمایش صداوسیما شد و با کارگردانی نمایش‌های صحنه‌ای و تلویزیونی و نوشتن نمایشنامه به فعالیت خود ادامه داد. عمده کارهای او در زمینه بازیگری تئاتر، «آندورا»، «پژوهشی ژرف و سترگ»، «استثناء و قاعده»، «ریچارد سوم»، «بازرسی»، «خسیس»، «هنر» است.
سعید پورصمیمی، کارش را در سینما با بازی در فیلم ناخدا خورشید به کارگردانی و نویسندگی ناصر تقوایی در سال ۱۳۶۵ آغاز کرد. در تلویزیون نیز در مجموعه‌های تلویزیونی در پناه تو، ماه عسل، شبی از شب‌ها و در تله‌تئاتر هنر (نوشته یاسمینا رضا) بازی کرده‌است. سعید پورصمیمی، ۱۰ شهریور سال ۱۳۹۸ با ایفای نقش در نمایش «آواز قو» به کارگردانی پریزاد سیف، پس از ۱۷ سال به صحنه تئاتر بازگشت.

## کتب
کتاب «خوشدلان» تالیف وی از انتشارات نودا بر اساس یک اتفاق تاریخی مستند بخشی از زندگی حسین مشرف اصفهانی شاعر دوره صفوی از اثر وی می باشد.

## فیلم‌شناسی

### سینما
- ناخدا خورشید (ناصر تقوایی، ۱۳۶۵)
- تحفه‌ها (ابراهیم وحیدزاده، ۱۳۶۶)
- هی جو (منوچهر عسگری‌نسب، ۱۳۶۷)
- تا غروب (جعفر والی، ۱۳۶۷)
- پرده آخر (واروژ کریم‌مسیحی، ۱۳۶۹)
- مدرسه پیرمردها (علی سجادی حسینی، ۱۳۷۰)
- دلشدگان (علی حاتمی، ۱۳۷۰)
- آبادانی‌ها (کیانوش عیاری، ۱۳۷۱)
- چهره (سیروس الوند، ۱۳۷۴)
- سرزمین خورشید (احمدرضا درویش، ۱۳۷۵)
- ایران سرای من است (پرویز کیمیاوی، ۱۳۷۷)
- زشت و زیبا (احمدرضا معتمدی، ۱۳۷۷)
- نسل سوخته (رسول ملاقلی‌پور، ۱۳۷۸)
- عروس آتش (خسرو سینایی، ۱۳۷۸)
- عشق طاهر (محمدعلی نجفی، ۱۳۷۸)
- اینجا چراغی روشن است (رضا میرکریمی، ۱۳۸۱)
- تب (رضا کریمی، ۱۳۸۱)
- معادله (ابراهیم وحیدزاده، ۱۳۸۲)
- قاعدهٔ بازی (احمدرضا معتمدی، ۱۳۸۵)
- تک‌درخت‌ها (سعید ابراهیمی‌فر، ۱۳۸۶)
- یه حبه قند (رضا میرکریمی، ۱۳۸۹)
- بوسیدن روی ماه (همایون اسعدیان، ۱۳۹۰)
- در سکوت (ژرژ هاشم‌زاده، ۱۳۹۴)
- ' ' صله سحر
- نرگس مست (سید جلال‌الدین دری، ۱۳۹۵)
- برگ جان (ابراهیم مختاری، ۱۳۹۵)
- کلمبوس (هاتف علیمردانی، ۱۳۹۷)
- دوزیست (برزو نیک‌نژاد، ۱۳۹۸)
- برادران لیلا (سعید روستایی، ۱۴۰۰)
- پرویز خان (علی ثقفی، ۱۴۰۲)

### تلویزیون
| سال       | نام                             | سمت      | کارگردان                  | توضیحات                                                                                                   |
| --------- | ------------------------------- | -------- | ------------------------- | --- |
| ۱۳۹۲      | آخرین روز                       |          |                           | |
| ۱۳۹۱–۱۳۹۲ | تله‌فیلم «هنوز زنده‌ایم»          | بازیگر   | کاظم بلوچی                | پخش در سال ۱۳۹۲ از شبکه ۱                                                                                 |
| ۱۳۹۰      | سیر و سرکه                      | بازیگر   | غلامرضا رمضانی            | پخش در نوروز ۱۳۹۱ از شبکه ۲                                                                               |
| ۱۳۹۰      | دستها نگاه می‌کنند               | بازیگر   | ابراهیم شیبانی            | |
| ۱۳۸۹      | توطئه فامیلی                    | بازیگر   | رامبد جوان                | شبکه ۱ |
| ۱۳۸۹      | تله‌فیلم «بوی خاک، عطر گلاب»     | بازیگر   | فلورا سام                 | |
| ۱۳۸۷–۱۳۸۸ | ماه عسل                         | بازیگر   | شاهد احمدلو               | |
| ۱۳۸۷      | تله‌تئاتر «هنر»                  | بازیگر   | داوود رشیدی               | بر اساس نمایشنامه‌ای از «یاسمینا رضا»                                                                      |
| ۱۳۸۷      | تله‌فیلم «آخرین گره خورشید»      | بازیگر   | همایون اسعدیان            | شبکه ۳ |
| ۱۳۸۷      | تله‌فیلم «بال‌های خوشبختی»        | بازیگر   | بهروز شعیبی               | |
| ۱۳۸۶–۱۳۸۷ | نشانی                           | بازیگر   | رامبد جوان                | |
| ۱۳۸۳      | شبی از شب‌ها                     | بازیگر   | رضا کریمی                 | |
| ۱۳۸۲      | بچه‌های خیابان                   | بازیگر   | همایون اسعدیان            | شبکه تهران                                                                                                |
| ۱۳۸۲      | تله‌فیلم «پیش‌پرده»               | بازیگر   | بیژن صمصامی رضا حامدی‌خواه | فیلم‌نامه‌نویس: «فرهاد نقدعلی»                                                                              |
| ۱۳۷۹      | تله‌تئاتر «خسیس»                 | بازیگر   | علی رفیعی                 | شبکه ۴ |
| ۱۳۷۵      | زندگی                           | بازیگر   | محمدرضا اعلامی            | این مجموعه در آغاز «قصه‌ها» نام داشت.                                                                      |
| ۱۳۷۳–۱۳۷۴ | در پناه تو                      | بازیگر   | حمید لبخنده               | شبکه ۲ |
| ۱۳۵۷      | پنج قطعهٔ نمایشی                 | بازیگر   | فروهر خورشاهی             | پخش در نوروز ۱۳۵۷                                                                                         |
| ۱۳۵۵      | تله‌تئاتر «جاز»                  | کارگردان | سعید پورصمیمی             | |
| ۱۳۵۵      | تله‌تئاتر «گاو مال کیه؟»         | کارگردان | سعید پورصمیمی             | |
| ۱۳۵۵      | تله‌تئاتر «پزشک دهکده»           | کارگردان | سعید پورصمیمی             | |
| ۱۳۵۴      | سلطان صاحبقران                  | بازیگر   | علی حاتمی                 | این سریال در ۱۳ قسمت و به صورت سیاه سفید، نخستین بار از «۱۵ آبان ۱۳۵۴» و بار دوم، از «۷ تیر ۱۳۵۶» پخش شد. |
| ۱۳۵۳      | تله‌فیلم «میرنصیر و غول نگون‌بخت» | بازیگر   | بهنام جعفری               | |
| ۱۳۵۳      | تله‌تئاتر «درامان»               | بازیگر   | حسین پرورش                | |
| ۱۳۵۲      | تله‌تئاتر «باران‌ساز»             | بازیگر   | محمد یوسف                 | نویسنده: «ویلیام سارویان»                                                                                 |
| ۱۳۴۶      | تله‌تئاتر «سماورندیده‌ها»         | بازیگر   | ناصر رحمانی‌نژاد           | نویسنده: «نصرت‌الله نویدی»                                                                                 |
| ۱۳۴۶      | تله‌تئاتر «اومولوس گنگ»          | بازیگر   | حمید سمندریان             | نویسنده: «ژان آنوئی»                                                                                      |
| ۱۳۴۶      | تله‌تئاتر «خمره»                 | بازیگر   | لرتا هایراپتیان تبریزی    | نویسنده: «لوئیجی پیراندلو»                                                                                |
| ۱۳۴۶      | تله‌تئاتر «کتک‌خورده و راضی»      | کارگردان | سعید پورصمیمی             | نویسنده: «آله‌خاندرو کاسونا» این نمایش تلویزیونی، پخش نشد.                                                 |

## جایزه‌ها و انتخاب‌ها
- برنده سیمرغ بلورین بهترین بازیگر نقش مکمل مرد (ناخدا خورشید) - دوره ۵ جشنواره فیلم فجر - سال ۱۳۶۵
- برنده سیمرغ بلورین بهترین بازیگر نقش مکمل مرد (تحفه‌ها) [ دوره ۶ جشنواره فیلم فجر - سال ۱۳۶۶
- برنده سیمرغ بلورین بهترین بازیگر نقش مکمل مرد (پرده آخر) - دوره ۹ جشنواره فیلم فجر - سال ۱۳۶۹
- نامزد سیمرغ بلورین بهترین بازیگر نقش مکمل مرد (سرزمین خورشید)-دوره ۱۵ جشنواره فیلم فجر- سال ۱۳۷۵
- برنده تندیس زرین بهترین بازیگر نقش اول مرد از اولین جشن خانه سینما برای بازی در فیلم «سرزمین خورشید» - ۱۳۷۶
- برنده جایزه حافظ برای یک عمر فعالیت هنری در اولین دوره جشن حافظ - سال ۱۳۷۶[۱۴]
- نامزد سیمرغ بلورین بهترین بازیگر نقش اول مرد (زشت و زیبا) - دوره ۱۷ جشنواره فیلم فجر - سال ۱۳۷۷
- نامزد سیمرغ بلورین بهترین بازیگر نقش مکمل مرد (معادله)-دوره ۲۲ جشنواره فیلم فجر - سال ۱۳۸۲
- کاندید تندیس زرین بهترین بازیگر نقش مکمل مرد (اینجا چراغی روشن است)-دوره ۷ جشن خانه سینما- سال ۱۳۸۲
- نامزد سیمرغ بلورین بهترین بازیگر نقش اول مرد (تک درخت‌ها)- دوره ۲۵ جشنواره فیلم فجر- سال ۱۳۸۵[۱۵]
- نامزد جایزه حافظ بهترین بازیگر مرد برای فیلم کلمبوس در نوزدهمین دوره جشن حافظ - سال ۱۳۹۸[۱۶]
- نامزد بهترین بازیگر اول مرد برای فیلم پرویز خان (سال ۱۴۰۲)